# El Porvenir (El Salvador)
El Porvenir é um município no Departamento de Santa Ana, na parte ocidental de El Salvador.
O município possui uma extensão de 52.52 km² e tem uma população de 7 819 habitantes, sendo dividido em 4 regiões e 25 aldeias para sua administração. El Porvenir foi fundado como uma aldeia em 26 de outubro de 1858, sendo jurisdição do município de Chalchuapa. Em 7 de agosto de 1885, elevou-se à município.

## Transporte
O município de El Porvenir é servido pela seguinte rodovia:
- SAN-14, que liga a cidade ao município de Chalchuapa
- SAN-09, que liga a cidade ao município de Texistepeque
- SAN-07, que liga a cidade ao município de San Sebastián Salitrillo
- RN-13, que liga o município de Ahuachapán (Departamento de Ahuachapán) à cidade de Santa Ana
- CA-01, que liga o distrito de Candelaria de la Frontera (Departamento de Santa Ana) (e a Fronteira El Salvador-Guatemala, na cidade de Atescatempa - CA-01) à cidade de San Salvador (Departamento de San Salvador)
- SAN-05, que ligam vários cantões do município [1]